# Ивдель
И́вдель (манс. Сапсаус) — город областного подчинения в Свердловской области России, административный центр Ивдельского муниципального округа. Самый северный город области.

## География
Город Ивдель расположен на восточном склоне Северного Урала, по обоим берегам реки Ивдель (правого притока реки Лозьвы, бассейн реки Оби), в 430 километрах (по автодороге в 520 километрах) к северу от города Екатеринбурга. В черте Ивделя проходят участки Свердловской железной дороги по направлениям Ивдель II — Приобье и Серов — Полуночное, а также расположен аэропорт местных авиалиний. На окраине города есть ботанический и археологический природный памятник — Ивдельская кедровая роща с древними захоронениями манси.
Отдалённые части города находятся на правом берегу Лозьвы, выше по её течению устья реки Ивдель.

### Внутреннее деление
Кроме собственно города (большей и неделимой его части) — его исторического старого центра — Ивдель включает также несколько районов (посёлков), достаточно отдалённых как от центра, так и друг от друга:
- Ивдель-1,
- Ивдель-2,
- Красный Октябрь,
- Метеостанция,
- посёлок Геологов,
- Сельхоз,
- Першино,
- Гидролизный.

### Климат
Климат умеренный континентальный. Зима относительно суровая и длительная, наступает в середине октября и оканчивается в первой декаде апреля. Морозы могут достигать −40 °C и ниже.
Лето короткое и прохладное, однако при выносах хорошо прогретого воздуха из Казахстана возможны повышения температуры до +30 °C и выше.
- Среднегодовая относительная влажность воздуха — 73 %. Среднемесячная влажность — от 62 % в мае до 80 % в сентябре.
- Среднегодовая скорость ветра — 1,8 м/с. Среднемесячная скорость — от 1,4 м/с в декабре и январе до 2,3 м/с в мае[3].

| Показатель              | Янв.  | Фев.  | Март | Апр. | Май | Июнь | Июль | Авг. | Сен. | Окт. | Нояб. | Дек.  | Год  |
| ----------------------- | ----- | ----- | ---- | ---- | --- | ---- | ---- | ---- | ---- | ---- | ----- | ----- | ---- |
| Средняя температура, °C | −18,5 | −15,8 | −6   | 1,2  | 8,3 | 15,1 | 17,7 | 13,9 | 7,7  | 1,2  | −9,9  | −15,8 | −0,1 |
| Норма осадков, мм       | 27    | 17    | 23   | 36   | 52  | 65   | 76   | 75   | 67   | 39   | 32    | 23    | 532  |
| Источник: .             |       |       |      |      |     |      |      |      |      |      |       |       |      |

| Показатель                    | Янв.  | Фев.  | Март  | Апр.  | Май   | Июнь | Июль | Авг. | Сен. | Окт.  | Нояб. | Дек.  | Год   |
| ----------------------------- | ----- | ----- | ----- | ----- | ----- | ---- | ---- | ---- | ---- | ----- | ----- | ----- | ----- |
| Абсолютный максимум, °C       | 5,0   | 9,0   | 16,9  | 26,6  | 34,3  | 35,1 | 35,1 | 34,8 | 30,3 | 23,4  | 10,2  | 6,2   | 35,1  |
| Средний суточный максимум, °C | −14,1 | −10,5 | −1,7  | 6,9   | 13,9  | 20,8 | 22,8 | 19,7 | 12,7 | 3,3   | −4,9  | −11,3 | 4,9   |
| Средняя температура, °C       | −18,7 | −16,3 | −8    | 1,4   | 7,7   | 14,5 | 17,0 | 13,9 | 7,7  | −0,3  | −9,2  | −16   | −0,5  |
| Средний суточный минимум, °C  | −24,2 | −22,5 | −14,5 | −4,1  | 1,3   | 7,5  | 10,9 | 8,5  | 3,3  | −3,9  | −13,3 | −21,4 | −5,9  |
| Абсолютный минимум, °C        | −49   | −46,6 | −44,7 | −30,4 | −19,7 | −4,4 | −0,4 | −6   | −8,5 | −29,4 | −44,9 | −48,6 | −49   |
| Норма осадков, мм             | 21,7  | 15,8  | 17,7  | 27,3  | 40,6  | 56,1 | 87,1 | 71   | 53,1 | 38,8  | 26,4  | 24,2  | 479,8 |
| Источник: .                   |       |       |       |       |       |      |      |      |      |       |       |       |       |

## История
До появления здесь населённого пункта, в 1589 году в устье реки Ивдель построена первая деревянная крепость за Уралом — Лозьвинский городок.
Поселение основано 15 (27) октября 1831 года как посёлок при золотопромывальной фабрике В. А. Всеволожского, промывающей золотоносные пески Преображенского и Знаменского приисков. Селение расположилось возле впадения реки Шапши в реку Ивдель, примерно в 5 километрах вверх по течению реки Ивдель от современного местоположения города. Вторым названием поселения было Шапша.
Северная Дача в 1849 году после смерти В. А. Всеволожского в 1836 году отошла младшему сыну Никите. Селение, получившее название Никито-Ивдельское, перенесено ниже по течению реки Ивдель на современное место. В 1849—1898 годах здесь располагалось Северо-Заозерское управление золотыми приисками Н. В. Всеволожского и его наследников, а позднее — приисковое управление Северного Заозерья. В 1853 году деревня получила статус села в связи с открытием и освящением Никитинской церкви.
В 1871 году была открыта земская школа.
К началу 1900 года в селе были открыты 2 церкви, 6 лавок, земская школа и в 1910 году библиотека. В начале XX века главным занятием жителей была золотодобыча: разведка и промывка золота на удачу, найденное золото сдавалось в контору правления Северозаозерской дачи по 3 рубля за золотник. Небольшая часть жителей работала за подённую плату у удачных золотопромышленников. 2-3 % населения составляли ремесленники, плотники, каменщики и прочие, причём все они принадлежали к выходцам из Вятской губернии.
В 1924 году Никито-Ивдельское село переименовано в Ивдель, а 28 мая 1943 года Указом Президиума Верховного Совета РСФСР село Ивдель преобразовано в город районного подчинения. В 1923—1946 годах Ивдель был центром одноимённого района. В 1925 году начаты лесоразработки. 
В 1937 году был образован Ивдельлаг и начато строительство железной дороги направления Серов — Полуночное. В 1939 году прошёл первый поезд. В 1940 году было построено здание железнодорожного вокзала. 
1 февраля 1963 года Совет депутатов трудящихся города Ивдель передан в подчинение Свердловскому областному Совету депутатов трудящихся.
Ивдельлаг
25 августа 1937 года вышел приказ о переводе имущества Ивдельского леспромхоза «Свердлес» в систему ГУЛАГа НКВД СССР. Первая колония появилась в деревне Бурмантово (83 км от Ивделя). Поначалу лагерный контингент состоял преимущественно из «врагов народа». Одним из первых было лагерное подразделение в посёлке Сама (южнее Ивделя). Это были «ворота», куда поступали и откуда распределялись осуждённые, попавшие в систему Ивдельлага. Силами заключённых началось строительство железной дороги Сама — Ивдель. Вскоре сложилась целая разветвлённая сеть. Самое крупное лагерное подразделение находилось в посёлке Вижай. Значительные подразделения были в посёлках Понил, Шипичный, Талица, населённых пунктах Бор, Юртище, Пристань, Лача, Митяево. Появились колонии в посёлках Лангур, Лосиный, Глухарный и в других местах южнее Ивделя. В самом Ивделе тоже возникли колонии. Большинство занимались лесозаготовками. Кроме того было открыто несколько рудников по добыче полезных ископаемых.  
В 1951 году Ивдельский лагерь состоял из 15 отделений, включавших 47 лагпунктов, в которых одновременно содержалось свыше 22 тысяч осуждённых.
С 1950-х годов число заключённых пошло на убыль. Но вплоть до середины 1980-х количество их в Ивделе оставалось значительным — до 12-15 тысяч человек. 
С распадом СССР развалилась и система бывшего Ивдельлага. В настоящее время здесь работает три подразделения Федеральной службы исполнения наказаний (всего их в Свердловской области — 40). Расположены они, в основном, в черте города и в микрорайонах.
Постсоветское время
17 декабря 1995 года на референдуме по определению границ и структуры органов местного самоуправления муниципального образования образовано муниципальное образование «город Ивдель» в составе города Ивделя и административных территорий посёлков Полуночное, Северный, Хорпия, Оус, Маслово, Сама, Екатерининка, Понил. 2 июня 2005 года решением Ивдельской городской Думы № 91 утверждён Устав Ивдельского городского округа.

## Образование
- Филиал Уральского промышленно-экономического техникума
- Средняя общеобразовательная школа № 1
- Средняя общеобразовательная школа № 2
- Средняя общеобразовательная школа № 7
- Школа-интернат

## Ивдельский историко-этнографический музей
Этнографический музей был основан в 1928 году учителем Иваном Евлампиевичем Уваровым (1884—1958) в одной из комнат местного клуба. В 1942—1944 годах экспозиция расширяется. В ноябре 1944 года был открыт краеведческий отдел. В 1973 году музей переехал в деревянный особняк I половины XIX века по адресу улица Данилова, дом 78. В современной экспозиции музея представлены животный и растительный мир края, предметы народных промыслов, быта, фотографии, документы, отражающие историю города и рассказывающие о жизни манси. Пополнение фондов музея происходит за счёт многочисленных даров жителей: документов, фотографий, предметов старины.

## Религия
Ивдель является старейшим местом распространения православия на Северном Урале. 
В 1907 году во имя великомученика Никиты была освящена деревянная, однопрестольная церковь, которая была закрыта в 1930 году. В советское время она была снесена.
В 1994 году в честь Благовещения Пресвятой Богородицы был открыт деревянный, однопрестольный Благовещенский молитвенный дом. Сегодня это храм во имя Благовещения Пресвятой Богородицы.
Летом 2000 года на территории ИТК был заложен деревянный храм во имя святого апостола Андрея Первозванного, а в мае 2006 года он уже был освящён. Строительство велось силами заключённых.
В посёлке гидролизного завода в 2008 году была построена церковь в честь Новомучеников и Исповедников Российских.

## Население
В начале XX века проживало в селе около 1200 человек.
| 1959    | 1967    | 1970    | 1979    | 1989    | 1992    | 1996    |
| ------- | ------- | ------- | ------- | ------- | ------- | ------- |
| 22 009  | ↗28 000 | ↘15 308 | ↗15 944 | ↗19 014 | ↗19 300 | ↘18 900 |
| 1998    | 2000    | 2001    | 2002    | 2003    | 2005    | 2006    |
| ↘18 100 | ↘17 300 | ↘16 800 | ↗19 324 | ↘19 300 | ↘18 500 | ↘18 200 |
| 2007    | 2008    | 2009    | 2010    | 2011    | 2012    | 2013    |
| ↘17 800 | ↘17 500 | ↘17 265 | ↗17 775 | ↗17 800 | ↘17 303 | ↘16 947 |
| 2014    | 2015    | 2016    | 2017    | 2018    | 2019    | 2020    |
| ↘16 579 | ↘16 378 | ↘16 235 | ↘16 090 | ↘15 888 | ↘15 659 | ↘15 423 |
| 2021    | 2023    |         |         |         |         |         |
| ↘14 306 | ↘14 041 |         |         |         |         |         |

На 1 января 2025 года по численности населения город находился на 814-м месте из 1124 городов Российской Федерации.

## Экономика
В окрестностях Ивделя открыты месторождения марганцевой и железной руды, золота, меди, бокситов. Развита лесная и деревообрабатывающая промышленность. С 1938 года работал Першинский лесозавод (ликвидирован). В 1960 году пущен гидролизный завод, однако в начале 2000-х завод, обанкротившись, был закрыт. Работают предприятия по эксплуатации магистральных газопроводов. Медно-цинковый рудник ООО Святогор. В городе располагаются учреждения ФСИН России: ФКУ ИК-55, ИК-62, ИК-63, ЛИУ-58 (закрыто), КП-57 (расформировано), ИК-56 («Чёрный беркут», закрыта в 2019 году). Есть 3 кинотеатра, два из которых в посёлках гидролизный и лесозавод не действующие, дом культуры, детская школа искусств и спортивный стадион. На базе ФОК ЛПУ МГ подготавливается строительство крытого корта в посёлке Ивдель 2 (Геологов). Имеются крупные торговые сети, такие как «Магнит», «Пятёрочка», «Монетка», рестораны «Губерния», «Кедр», «Урал».

### Радиовещание
- 102,3 FM — Радио России / Радио Урала / Радио Урала
- 102,9 FM - Норд FM
- 103,9 FM — Радио Воскресение
- 105,9 FM — Волна FM